# Старобельмановка
Старобельмановка — село в Хорольском районе Приморского края России.
Входит в состав муниципального образования Сельское поселение Хорольское.

## История
Село основано переселенцами из Екатеринославской губернии и первоначально имело название Бильманка по одноименному украинскому селу Бельманка (укр. Бiльманка). Новые поселенцы с Украины поселились неподалеку, образовав новую, вторую территориальную часть села Бильманка (позже - Бельмановка). В советское время произошло административное разделение частей села: первая часть села получила официальное название Старобельмановка, а вторая - Новобельмановка. 
Село расположено в 18 километрах от села Хороль. В годы коллективизации здесь был организован колхоз «им. Андреева». Во время Великой Отечественной войны погибло 30 жителей села. В 1976 году им был поставлен памятник. На территории села действует СХПК «Хорольский»

## Население
| 2002 | 2008 | 2010 |
| ---- | ---- | ---- |
| 188  | ↘153 | ↘152 |

## Улицы
- Верхняя ул.
- Солнечная ул.
- Центральная ул.
- Юбилейная ул.